# 京都コンサートホール
京都コンサートホール（きょうとコンサートホール）は、京都市左京区にある京都市立のクラシックコンサート専用のコンサートホール。

## 概要
平安京建都1200年記念事業の一環として京都市が建設した。指定管理者制度を導入し、公益財団法人京都市音楽芸術文化振興財団が管理・運営している。シューボックス型の大ホールにパイプオルガンが設置されている。京都市交響楽団の本拠地。1995年竣工。設計は磯崎新。

## 特徴
表通りからエントランスに引き込まれるような池沿いの導入路、大小ホールに上昇する螺旋状のスロープなど、全体にアプローチ動線が長めに設定されている。これは京都の社寺空間にならったもので、同時にコンサートへの期待を高めるための空間演出といわれている。足腰の弱い人は、エレベータでホール階に直行できる。パイプオルガンは、日本の伝統楽器を含んだ世界初のストップが好評である。

## 施設概要

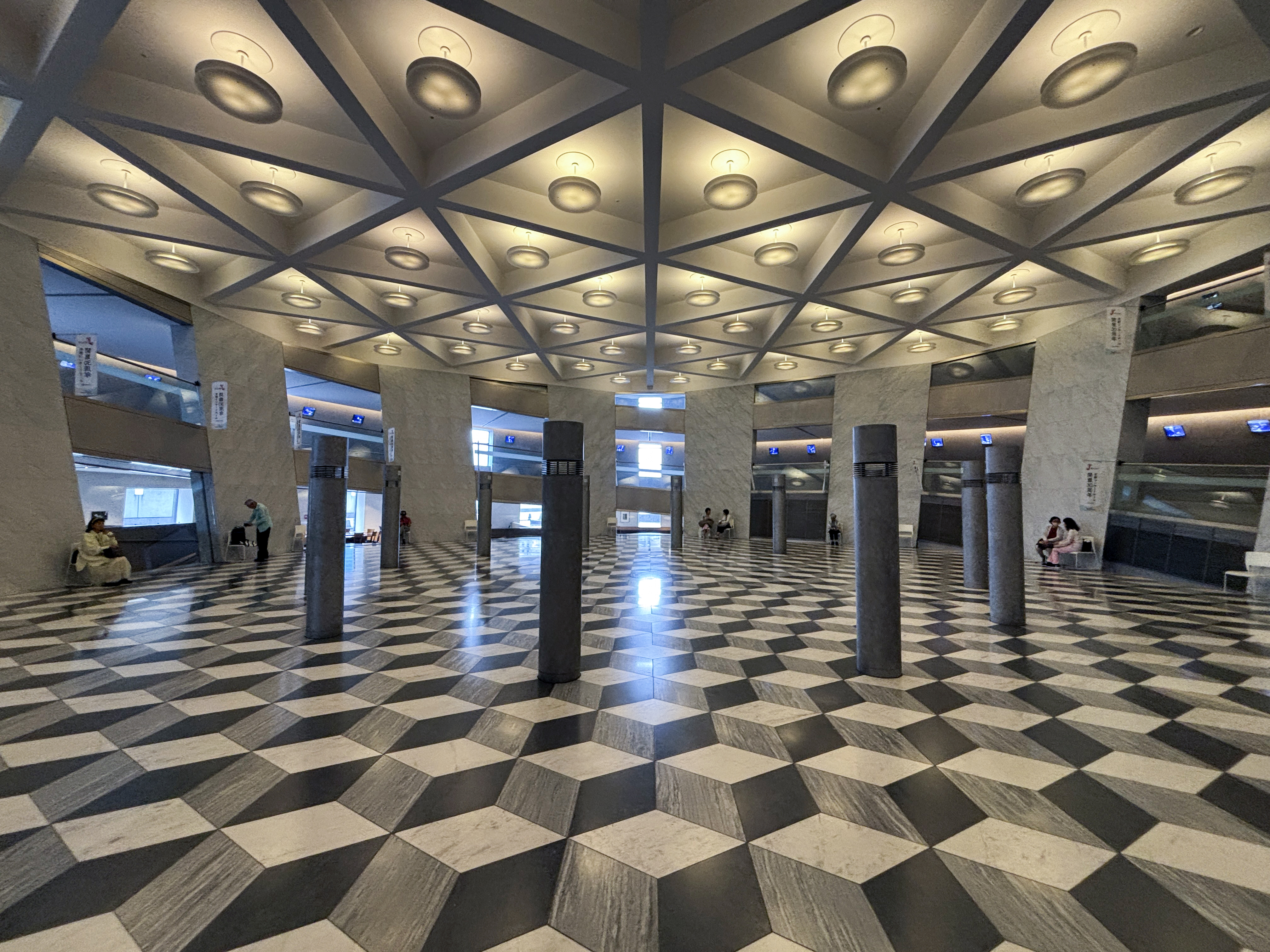
ロビー

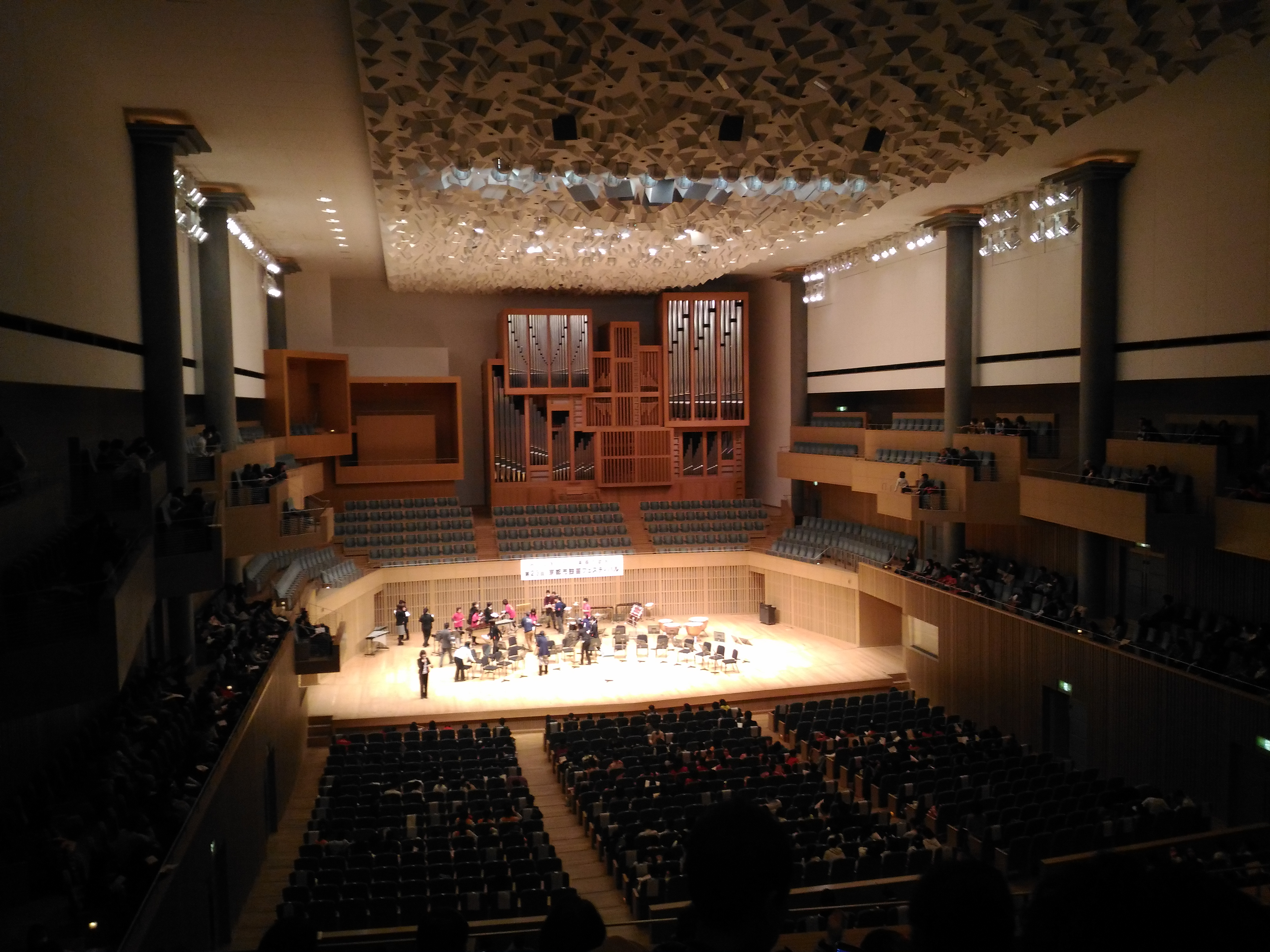
大ホール

敷地面積：9,900m2、延床面積：22,412m2
- 大ホール
1839席（うち車椅子席6）3階席まで
パイプオルガンは総ストップ数90、パイプ総数7,155本。ドイツ・ヨハネスクライス社（ドイツ語版）製。
シューボックス型。平行壁面にランダムな凹凸溝を配置し、天井に不規則な突起物を配置することによって、音の拡散を図っている。
音響設計は永田音響設計。
- アンサンブルホールムラタ（小ホール）
514席（うち車椅子席4）
ムラタの名は建設資金提供などの後援を行なっている村田機械の社名による。

## 歴代館長
- 初代：岩淵龍太郎（1995年4月 - 2005年3月）
- 第2代：廣瀬量平（2005年4月 - 2008年11月）
- 第3代：田隅靖子（2009年6月 - 2019年5月）
- 第4代：広上淳一（2020年4月 - 2024年3月） ※2024年4月からミュージックアドバイザー
- 第5代：鷲田清一（2024年4月 - ）

## 所在地
京都府京都市左京区下鴨半木町1-26

### 交通アクセス
- 京都市営地下鉄烏丸線北山駅から徒歩約3分
- 京都市営バス北山駅前停留所から徒歩約4分（4号系統または北8号系統を利用）